# Tragedia

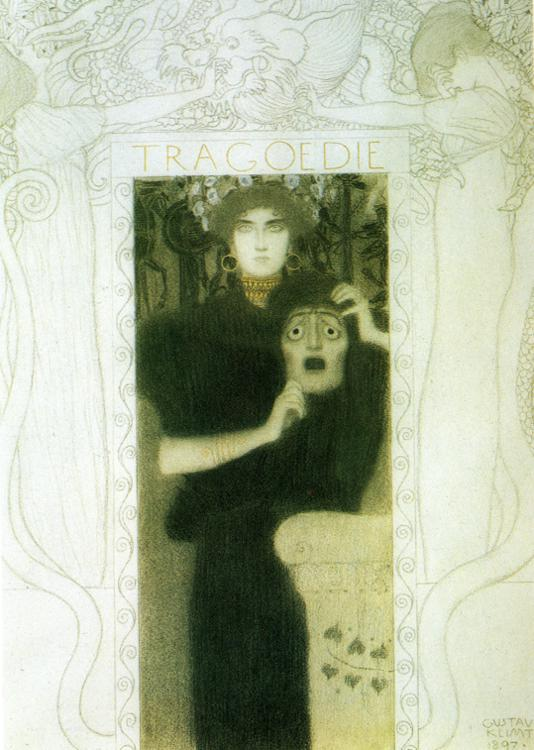
Allegoria della tragedia, Gustav Klimt (1897)

La tragedia (dal greco antico τραγῳδία?, trago[i]día) è una delle forme più antiche di teatro. Le sue origini sono incerte, ma derivano certamente dalla ricca tradizione poetica e religiosa della Grecia antica.

## Origini
La tragedia nasce intorno al VI secolo a.C. nell'Antica Grecia, in onore del dio Dioniso, il quale veniva festeggiato con danze, canti e feste. Per i riti sacri, tutto, dai commerci alle guerre, si fermava, anche per tre o quattro giorni e i commercianti che perdevano giorni di lavori venivano retribuiti. I primi teatri erano costruiti in legno, ma successivamente si optò per la muratura, essendo il legno poco impermeabile. Il teatro, oltre ad essere un luogo sacro, era anche un luogo di riunione sociale e culturale. L'origine del termine è avvolta nel mistero: secondo le teorie più accreditate la prima parte del nome va messa in rapporto con tràgos "caprone" e la seconda con oidè "canto". Si pensa infatti che la tragedia sia così chiamata o perché il vincitore della gara otteneva un capro come ricompensa (canto per il capro), oppure perché i coreuti indossavano delle maschere con sembianze caprine (canto dei capri).
Aristotele afferma che la tragedia discende dal ditirambo. Secondo Aristotele il nome "drama" deriverebbe dal dorico δρᾶν "drán" "fare/agire". Inoltre, nella Poetica (1450) definisce la tragedia un'«imitazione di un'azione seria e compiuta in se stessa, che abbia una certa ampiezza, un linguaggio ornato in proporzione diversa a seconda delle diverse parti, si svolga a mezzo di personaggi che agiscano sulla scena e non narrino».
In epoca antica Atene rivendicò la paternità della tragedia, anche se la lingua in cui il coro si esprimeva è la lingua dorica.

## Il tempo della tragedia
Il tempo della tragedia è un presente assoluto "hic et nunc" che agisce in quella 'realtà alternativa' che è il momento teatrale. Lo spettatore della Grecia antica che assiste ad una tragedia vive una realtà che differisce da quella che sperimenta quotidianamente, ma che è altrettanto reale. L'atto teatrale, che accade in un tempo presente contemporaneo a quello di chi assiste, rende possibile qualsiasi evento imprevisto, esattamente come il presente dell'esperienza quotidiana, pur rifacendosi ai miti che in quanto tali sono eventi passati e immutabili.
L'eroe tragico, impersonato dall'attore, non perde la sua facoltà di autodeterminazione: i testi tragici sottolineano la volontà dell'uomo come elemento determinante, mettendolo a confronto con una alternativa, nella quale egli può ancora scegliere.
La contraddizione, all'interno dell'illusione teatrale, è tra il presente scenico e il passato del mito, nel quale la scelta è già stata fatta. Nella tragedia prende forma il paradosso della coesistenza di due diversi universi temporali. Il percorso obbligato del mito costituisce il destino dell'eroe tragico, iniziando la riflessione umana sul contrasto tra necessità e libertà, riflessione con la quale anche il mondo contemporaneo continua a confrontarsi.
Mentre per Eschilo la tragedia è quella della giustizia divina, del rapporto dell'uomo e dell'intera stirpe umana con le divinità, per Sofocle gli dei sono potenti ma lontani e la tragedia rappresenta il dolore e l'infelicità dell'uomo che non accetta mai compromessi. Euripide si distingue dagli altri due grandi autori perché
mette in evidenza il ruolo dell'irrazionale, della passione e dei sentimenti.

## Struttura della tragedia
Al tempo dell'antica Grecia esisteva un coro di dodici (e in seguito quindici) persone, che aveva il compito di cantare le parti ad esso dedicate (chiamate stasimi) ed interagire con gli attori durante le parti recitate (episodi). Col passare del tempo però furono gli attori stessi ad acquisire sempre maggiore importanza, mentre, al contrario, il coro vide sempre più ridotti i suoi interventi e le interazioni con gli attori: sono questi ultimi, infatti, che diventano sempre più il nucleo centrale attorno a cui ruota lo spettacolo.

## La tragedia nella storia
La tragedia greca propriamente detta si stempera nel periodo romano repubblicano. I Romani hanno adattato le tragedie al loro tempo e alla loro cultura nelle fabulae praetextae. Tra i grandi autori di tragedie di ambito romano si possono ricordare nomi come Ennio e Nevio.
La tragedia greca riprende vigore con Lucio Anneo Seneca, ma il gusto dell'orrido, del magniloquente e il grande numero di personaggi (non adatto per il teatro tragico a quel tempo) portano a ritenere che esse non fossero rappresentate ma destinate alla declamazione.
Nell'era cristiana scorgiamo alcuni monaci, come Rosvita che cercano di riprendere la modulistica tragica classica per parlare di argomenti biblici e sacri a fini apologetici e di conversione.
Il medioevo è caratterizzato da molte rappresentazioni, per lo più a sfondo sacro ed edificante, ma difficilmente possiamo scorgervi un legame o una parentela con la tragedia.
La tragedia rinasce invece in tempi più moderni, e si riallaccia in qualche modo alle epoche precedenti, ma anche trasformandosi e a volte fondendosi in forme nuove. Ecco che si rinverdiscono i temi mitologici (es. Metastasio), si fa confluire la tragedia con l'Opera lirica (secondo gli autori rinascimentali la tragedia greca veniva esclusivamente cantata e non interpretata) e quando si disperdono i temi mitologici gli argomenti restano comunque spesso eroici, aulici e lontani dal quotidiano, accostandosi così ai temi cari ai cantori delle gesta di questo o quel personaggio.
Questo accade già in epoca rinascimentale e post-rinascimentale, con autori che la rappresentano sulla scena (come ad esempio Shakespeare) che peraltro si basa su moduli e temi originali o, col tempo, anche in forma del tutto letteraria, che conserva un legame più o meno forte con la rappresentazione teatrale, o lo perde del tutto, divenendo un genere da leggere, senza neppure più ambire ad una scena.
Si può dunque dire che negli ultimi secoli il cammino della tragedia si diversifica: vi è quella che mantiene un rapporto stretto con la scena (es. Brecht, ecc. ) quella che diviene un genere letterario, quella che confluisce nell'opera lirica (La clemenza di Tito musicata da Mozart, invece senza più ambizioni di imitazione del teatro classico l'Elettra di Strauss oppure ancora “Il lamento di Arianna” di Claudio Monteverdi), quella che al contrario riafferma la sua vicinanza alla poesia pura (es. Alessandro Manzoni, ma anche Oscar Wilde ecc.), quella che reinterpreta i miti greci, o che rappresenta le tragedie sociali del presente (per esempio, I cattivi pastori, di Octave Mirbeau, 1897), e così via.
La tragedia manzoniana si distanzia da quella classica, il soggetto non è più il mito ma il tema storico e le trame sono verosimili, giacché non avvengono eventi soprannaturali come nella tragedia classica (causati dagli dei), inoltre la tragedia manzoniana è dilatata nel tempo e nello spazio rispetto a quella classica (la cui storia si concludeva generalmente entro pochi giorni).